# Kekén México
Kekén (del término maya x’kekén, que significa "cerdo") es una empresa mexicana dedicada a la producción, procesamiento y comercialización de carne de cerdo. Fundada en 1991, forma parte de Grupo Kuo, un conglomerado industrial con operaciones en los sectores de alimentos, químicos y automotriz. Kekén tiene su sede en Yucatán, que alberga una infraestructura de producción porcina con amplia participación en la industria nacional.
La compañía ha sido identificada por diversas fuentes como uno de los principales exportadores de carne de cerdo del país, con presencia en mercados de América, Asia y Europa. En 2023, El Economista y Forbes México destacaron a Kekén por su volumen de exportación y la implementación de sistemas integrados de producción que abarcan desde granjas hasta centros de distribución.
A lo largo de su trayectoria, la empresa ha sido objeto de reportajes relacionados tanto con su impacto económico en la región como con cuestionamientos medioambientales en torno a sus operaciones en Yucatán, lo que ha generado discusiones en la opinión pública local. La empresa ha respondido con inversiones en tecnologías más limpias y diálogo con las comunidades afectadas, aunque el debate sigue abierto.

## Modelo de negocio

### Producción verticalmente integrada
Kekén opera bajo un modelo de producción verticalmente integrada, lo que le permite tener control sobre todas las etapas de su cadena de valor, desde la reproducción y engorda de cerdos, hasta el procesamiento, distribución y comercialización del producto final. Esta integración permite mantener estándares de calidad, trazabilidad e inocuidad en los productos cárnicos que ofrece la empresa.

### Granjas de producción tecnificada
Como parte de su modelo de producción, Kekén cuenta con granjas tecnificadas que incorporan infraestructura y procedimientos orientados al control sanitario, el bienestar animal y la sostenibilidad ambiental. Estas unidades operan bajo estrictos protocolos de bioseguridad que regulan el acceso del personal y visitantes, con el objetivo de prevenir enfermedades y proteger la salud de los animales.
Las instalaciones incluyen sistemas para el tratamiento de aguas residuales y el manejo de residuos sólidos, los cuales están diseñados para optimizar el uso de recursos y mitigar el impacto ambiental. Además, muchas de estas granjas se encuentran rodeadas por áreas de conservación, que funcionan como barreras naturales de bioseguridad y como hábitat para diversas especies de flora y fauna identificadas en estudios ambientales realizados en la región.

### Plantas de alimentos balanceados
Como parte de su modelo de producción integrada, Kekén opera plantas de alimento balanceado en el estado de Yucatán, México, que forman parte fundamental en el diseño, producción y suministro de dietas específicas para su hato porcino. Estas instalaciones trabajan en coordinación con los departamentos de Nutrición y Abastecimiento para garantizar la formulación y preparación de alimentos conforme a los requerimientos nutricionales de los animales en cada etapa de crecimiento.
La planta ubicada en el municipio de Umán cuenta con un laboratorio de control de calidad autorizado por el Servicio Nacional de Sanidad, Inocuidad y Calidad Agroalimentaria (SENASICA), y opera bajo lineamientos compatibles con la Norma ISO 17025. Este laboratorio emplea metodologías analíticas y tecnología especializada para analizar la composición de los ingredientes, asegurar el cumplimiento de los perfiles nutricionales y respaldar la trazabilidad en los procesos.

### Plantas procesadoras y de empaquetado
Kekén cuenta con tres plantas procesadoras de carne de cerdo, ubicadas en los estados de Yucatán y Guanajuato. Las instalaciones en Umán y Sahé, en Yucatán, están orientadas tanto al mercado nacional como a la exportación, con autorización para comercializar en mercados de América, Asia y Europa. La tercera planta, ubicada en Guanajuato, complementa la capacidad productiva de la empresa.
En estas plantas se llevan a cabo procesos de sacrificio, corte, empaque y post-procesamiento de carne de cerdo, incluyendo productos frescos y congelados. Las operaciones están enfocadas en garantizar la inocuidad, calidad y trazabilidad de los productos. Todas las plantas están certificadas bajo el esquema Tipo Inspección Federal (TIF), regulado por el Servicio Nacional de Sanidad, Inocuidad y Calidad Agroalimentaria (SENASICA), así como por estándares internacionales como la Norma FSSC 22000, reconocida por la Iniciativa Global de Inocuidad Alimentaria (GFSI).

### Distribución y comercialización
Kekén opera en los mercados nacional e internacional mediante una red de distribución que abarca diversos canales y formatos de comercialización. En México, la empresa ofrece cerdo en pie, canales, cortes frescos, al vacío y congelados, así como productos de valor agregado. La distribución se realiza a través de centros estratégicamente ubicados, con rutas de entrega directa para clientes como autoservicios, mayoristas, servicios de alimentos, empacadoras y centros de consumo. Además, cuenta con una cadena propia de más de 500 tiendas Maxicarne, especializadas en la venta de carne de cerdo.
En el ámbito internacional, Kekén y su marca Kiniton exportan carne de cerdo a países de América, Asia, África y el Caribe. Entre los principales destinos se encuentran Japón, Corea del Sur, China, Estados Unidos, y Canadá. La empresa ofrece productos adaptados a las especificaciones de cada mercado, con cortes personalizados y procesos orientados a mantener la trazabilidad, calidad e inocuidad de los alimentos.